# Бузињи сир Рок
Бузињи сир Рок (фр. Bousignies-sur-Roc) насеље је и општина у североисточној Француској у региону Север-Па д Кале, у департману Север која припада префектури Авне сир Елп.
По подацима из 2011. године у општини је живело 434 становника, а густина насељености је износила 35,75 становника/km². Општина се простире на површини од 12,14 km². Налази се на средњој надморској висини од 160 метара (максималној 224 m, а минималној 130 m).

## Демографија
| 1962. | 1968. | 1975. | 1982. | 1990. | 1999. | 2011. |
| ----- | ----- | ----- | ----- | ----- | ----- | ----- |
| 512   | 526   | 531   | 503   | 401   | 410   | 434   |

График промене броја становника у току последњих година